# Touch Myself
"Touch Myself" é uma canção de Tionne Watkins para o TLC. Essa canção foi lançada como tema para o filme Fled.

## Charts
| Chart (1996)           | posição |
| ---------------------- | ------- |
| UK Singles Chart       | 48      |
| U.S. Hot Dance Music   | 3       |
| U.S. Billboard Hot 100 | 40      |
| US R&B/Hip-Hop         | 23      |